# 韦尔肖尔斯 (南卡罗来纳州)
韦尔肖尔斯（英文：Ware Shoals），是美国南卡罗来纳州下属的一座城市。城市类型是“Town”。其面积大约为4.02平方英里（10.4平方公里）。根据2010年美国人口普查，该市有人口2,170人，人口密度约为每平方 英里540.34人（约合每平方公里208.63人）。